# Jean-François Fonteneau
Jean-François Fonteneau, né le 18 juin 1963 à Arcachon, est un homme d'affaires français, également joueur et dirigeant de rugby à XV. Depuis 2018, il est président du SU Agen.

## Biographie
Jean-François Fonteneau est né le 18 juin 1963 à Arcachon. Il fait des études dans l'agronomie, avec une forte attirance pour la filière viti-œnologie. Il acquiert plus tard les domaines Château Pierron à Nérac et Château Gros Caillou à Saint-Sulpice-de-Faleyrens,.
Jean-François Fonteneau joue au rugby à partir de 20 ans en universitaire, d'abord à XIII et ensuite à XV à Salon-de-Provence en seconde division durant une saison. Il évoule au poste de trois-quart centre. Après une pause d'une année, il rejoint l'Union Sportive de Casteljaloux en troisième division puis intègre l'équipe de l'US Marmande en 1986 à l'âge de 24 ans, qui évoluait alors en groupe B ou groupe A suivant les saisons. Il connait alors plusieurs sélections avec les équipes régionales avec deux demi-finales de Groupe B et deux finales en Challenge de l'Espérance.
En juillet 1992, il intègre l'effectif du Stade bordelais qui évolue en groupe A jusqu'en 1995. Il subit alors deux ruptures coup sur coup des ligaments du genou. En juillet 1995, il retrouve l'US Marmande pour trois nouvelles saisons en Élite A2 (deuxième division). À la fin de cette saison 1996-1997, il raccroche (presque) les crampons à 33 ans pour se consacrer à ses activités professionnelles grandissantes.
Jean-François Fonteneau est un entrepreneur qui crée plusieurs entreprises dont les sièges sociaux sont situés pour la majorité en Lot-et-Garonne et qui opèrent dans différents secteurs : la construction, la chaudronnerie, la tôlerie, ou encore la peinture. En 1997, il est à la tête du groupe SACPA-chenil service, une société assistant les collectivités dans la gestion des problématiques animales en zone habitée,. Il devient également propriétaire du golf de Casteljaloux.
En 1997, finalement convaincu par de nombreux amis casteljalousains, il intègre les rangs des cadets de Gascogne (US Casteljaloux) avec lesquels il joue jusqu'en 2006 en tant que président et joueur (Champion de France Fédérale 3 en 2006). En avril 2007, il est à l'origine de la fusion de l'US Marmande et l'US Casteljaloux qui devient l'Union rugby Marmande-Casteljaloux. L'objectif de cette entité est de jouer les premiers rôles en Fédérale 1. À deux reprises, l'URMC se hisse en phases finales du Trophée Jean Prat et mais s'incline respectivement contre Aix-en-Provence et le CA Lannemezan qui accèdent à la Pro D2. En 2010, il quitte le club et l'entente entre les deux clubs se termine.
En novembre 2011, Jean-François Fonteneau intègre le conseil d'administration du SU Agen. Il est nommé conseiller du président, Alain Tingaud, chargé de superviser la relation avec les sponsors nationaux et internationaux et la recherche de nouveaux partenaires officiels. Il devient ensuite responsable du lien entre le secteur sportif et le conseil d'administration. En 2015, le club se restructure, le conseil d'administration se transforme en conseil de surveillance, toujours présidé par Alain Tingaud, et un directoire est nouvellement créé. Le directoire est présidé par Jean-François Fonteneau et est également composé de Gilles Bertrandias (président délégué), Mathieu Blin, (directeur exécutif) et Philippe Sella (directeur rugby et développement). En 2017, Alain Tingaud et Jean-François Fonteneau annonce que le premier va céder sa place au second en tant qu'actionnaire majoritaire avec un plan de transition en trois ans. En 2018, Fonteneau prend alors la tête du club tandis que Tingaud devient président honoraire.
En janvier 2021, Jean-François Fonteneau se déclare candidat à la présidence de la Ligue nationale de rugby, dirigée par Paul Goze depuis 2012, mais qui ne peut pas briguer un troisième mandat lors de l'assemblée générale du 23 mars 2021. Proche de Bernard Laporte, il se présente en candidat du rapprochement avec la FFR. Il se retire finalement de la course à la présidence et est élu au comité directeur de la LNR en qualité de représentant des clubs de Top 14. Il est alors nommé président de la commission formation. Lors de l'assemblée générale du 8 juillet 2021, il cède sa place de représentant des clubs de Top 14 après la relégation d'Agen mais est alors élu représentant des clubs de Pro D2. Il est réélu au sein du comité directeur de la LNR le 13 mars 2025 et est nommé président de la commission formation.